# Musée d'Australie-Méridionale
Le musée d'Australie-Méridionale est un musée situé à Adélaïde, en Australie-Méridionale, fondé en 1856. Il occupe un ensemble de bâtiments sur North Terrace (en), dans le quartier culturel de  la ville.
L'Institut d'Australie-Méridionale, comprenant une bibliothèque publique et un musée, a été créé dans les locaux loués à la bibliothèque de l'Institut de mécanique de King William Street en attendant la construction du bâtiment de l'Institut au coin de North Terrace et de Kintore Avenue. Frédéric George Waterhouse a offert ses services en tant que conservateur du musée en juin 1859, à titre honorifique. Lorsque le bâtiment est achevé, le conseil le nomme conservateur, un poste qu'il occupe jusqu'à sa retraite en février 1882. Il est remplacé par Wilhelm Haacke, qui, en janvier 1883, recommande de rebaptiser le South Australian Institute Museum en South Australian Museum et que le poste de conservateur soit changé en directeur. Wilhelm a été le premier des onze administrateurs du South Australian Institute Museum.
En 1939, les recommandations de Haacke ont finalement été suivies et le musée est rebaptisé. L'actuel directeur, nommé en avril 2007, est le Dr Suzanne Miller.
Le musée contient la plus grande collection d'objets autochtones australiens au monde.
Il abrite plus de quatre millions d'objets et de spécimens. Les galeries permanentes comprennent les sections suivantes :
- L'Égypte ancienne
- Cultures aborigènes australiennes
- Fossiles d'Ediacara
- Mégafaune australienne
- Minéraux et météorites
- Fossiles d'opale, y compris les "gembones (en), os minéralisés de dinosaures.
- Cultures du Pacifique
- Biodiversité d'Australie du Sud
- Baleines et dauphins
- Mammifères du monde